# Римська колонія
Римська колонія (лат. colonia, мн.: coloniae) — у Римській імперії сплановане поселення римських громадян поза Римом, як правило, на захопленій території. Мали характерне планування військових укріплень для контролю та утримання в покорі переможених.

## Становлення
Після захоплення нової території римляни зазвичай засновували військовий табір (каструм). У разі його успішного функціонування, як правило на перехресті доріг, він розростався. У ньому селилися цивільні колоністи, осідали ветерани та купці з інших провінцій імперії. Селище отримувало статус муніципії. У разі ще більшого зростання, появи великих об'єктів інфраструктури (форуму, амфітеатру, тощо) і важливого стратегічного значення, муніципій отримував статус колонії. В особливих випадках, коли місто досягало вищого (за римськими мірками) ступеня розвитку, або мало статус регіональної столиці, йому дарували повне італійське право, тобто його жителів прирівнювали в правах до жителів Рима. У такому випадку навколишні землі в його окрузі давали римським ветеранам.

## Типи римських колоній
У період Римської республіки існувало два типи колоній:
- Coloniae civium Romanorum — переселенцями були римські громадяни, що отримували земельні наділи.
- Coloniae Latinae — поселення латинських громадян.

Наприкінці часів республіки закладено перші колонії поза територією Італії. Після військової реформи Гая Марія ветерани римського війська також отримували земельні наділи і осідали в колоніях.
За Лівієм перші римські колонії були Антемна (Antemnae) і Крустумерій (Crustumerium), засновані у 752 році до н. е.